# Álvaro de Paula Guimarães
Álvaro de Paula Guimarães (Salvador, 27 de março de 1875 – Rio de Janeiro, 5 de outubro de 1953) foi um médico brasileiro.
Doutorado em medicina pela Faculdade de Medicina do Rio de Janeiro em 1898, defendendo a tese “Estudos sobre soroterapia”. Foi eleito membro da Academia Nacional de Medicina em 1904, com o número acadêmico 244, ocupando a Cadeira 22, que tem Cláudio Velho da Mota Maia como patrono.